# JVASB1938+666
JVAS B1938 +666 — віддалена еліптична галактика, що перебуває на відстані близько 9,8 млрд. світлових років від Землі, діючи як гравітаційна лінза для іншої галактики, яка розташована за нею (якщо дивитися з Землі), та перебуває на відстані 17,3 млрд світлових років.
Через викривлення променів світла JVAS B1938 666 видно з Землі у формі Кільця Ейнштейна